# Vigintisexviri
Vigintisexviri (cada un era un vigintisexvir) va ser un col·legi de vint-i-sis magistrats menors durant la República Romana. Tenien funcions diferents, però es considerava que formaven un cos perquè sota la República era un requisit, (i segurament també sota l'Imperi), que abans de ser candidat a qüestor, s'havia de passar per una d'aquestes magistratures.
Els magistrats que formaven part d'aquest grup eren:
- Triumviri capitales o Tresviri capitales que feien funcions de policia i s'encarregaven d'investigar tots els crims capitals, rebre informacions i en el seu cas detenir al culpable i tancar a la presó a tots els criminals que poguessin descobrir. Els corresponia també la vigilància de les presons i de les execucions.
- Triumviri monetales o Tresviri aere argento auro flando feriundo, els magistrats que comprovaven que les monedes portessin la quantitat de metalls establerta.
- Quatuorviri viarum curandarum o quattuorviri viis in urbe purgandis, que s'encarregaven del manteniment dels camins i dels carrers de la ciutat.
- Duoviri viis extra urbem purgandis o  duoviri curatores viarum, uns magistrats que es cuidaven de la inspecció i el manteniment dels camins de fora de la ciutat.
- Decemviri Stlitibus Iudicandis o Decemviri litibus iudicandis eren una cort de jutges que entenia sobre les causes civils
- Praefecti Capuam Cumas, quatre prefectes enviats a Càpua i Cumes per administrar justícia.

August va abolir els càrrecs dels duoviri viis extra urbem purgandis i els praefecti Capuam Cumas, i els vigintisexviri van passar a ser vigintiviri. Abans del temps d'August aquestes magistratures anaven destinades generalment als fills dels senadors com un primer pas per arribar a les altes magistratures. Després de l'any 13 un senatusconsultum va ordenar que només els cavallers romans podrien ser elegits per aquestos càrrecs i, per tant, cap dels seus membres tenia seient al senat excepte si havia exercit alguna altra magistratura que els donés aquest dret. L'edat mínima per exercir aquestes magistratures era probablement de 20 anys.